# Бундева
Бундева или тиква (лудаја, мисирача, дулек; лат. Cucurbita pepo), једногодишња је биљка пузавица из фамилије бундева (Cucurbitaceae), чији се крупни плодови користе у људској исхрани, а семена и у фитотерапији. Поред бундеве, породици Cucurbitaceae припада и друго поврће које се користи у свакодневној људској исхрани, попут лубенице и краставца.

## Опис
Бундева је једногодишња биљка, полеглог, угластог стабла са рашљикама, покривеног оштрим длакама. Стабло може бити дугачко и 10 метара, дебљине у просеку 10 милиметара. Листови су са дугачким дршкама, велики, петорежњевити и обрасли оштрим длакама. Цветови су крупни, једнополни, жути. Мушки цветови су појединачни или их је више сакупљених у пазуху листова, а женски су усамљени. Цветна дршка је незнатно проширена испод женских цветова. Крунични листићи су срасли до половине.
Плод је велика бобица, лоптастог или цилиндричног облика, жуте, беле или наранџасте боје, с глатком, благо ребрастом кором. Унутрашњост бундеве је интензивно жуте до наранџасте боје. Дебела шкољка садржи семе и пулпу. Неке сорте са сличним изгледом изведене су из врсте Cucurbita maxima. Специфичне зимске сорте потичу од других врста, укључујући и Cucurbita argyrosperma и Cucurbita moschata, које се такође називају тиквама или бундевама. Плод традиционалне бундеве (Cucurbita pepo) обично тежи између 2,7 и 8,2 килограма, док плод крупнијих сорти (Cucurbita maxima) редовно достиже тежину од преко 34 килограма.

## Распрострањеност
Сматра се да је пореклом из Америке а натурализована је широм света. Биљка потиче из Мексика, а захваљујући Шпанцима пренета је у Европу. Једна од врста бундеве потиче из Индије, док се на подручју Европе највише раширила округла бундева која потиче из Америке. Најстарији налази семена потичу из периода између 7.000 и 5.500 година пре нове ере.
Гаји се по вртовима и њивама, често као међуусев у кукурузу.

## Употреба
Пулпа плода и семена су јестиви. Пулпа је богата водом, влакнима, протеинима и витаминима и користи се у исхрани, најчешће термички обрађена. Семена су богата масним уљем, протеинима и минералима и користе се печена, као посластица или за добијање уља хладним цеђењем. Бундевино уље је црвенкасте боје, квалитетно, лако сварљиво. Семена и уље се примењују у фитотерапији код бенигне хиперплазије простате.
Некада су жене у старој Грчкој и Риму справљале помаду од туцаног семена тикве и маслиновог уља и користиле је за негу коже и уклањање пега на лицу. У средњем веку су ходочасници носили о појасу посуду од тикве, уместо чутуре. Тиква — посуда за воду привезана за подужи штап и шкољке пришивене на огртач и шешир биле су обележје лепрозних болесника који су у средњем веку лутали Европом тражећи излечење.
Пита од тикве – тиквењача – традиционални је део оброка захвалности у Канади и САД. Пите од бундеве обично се праве од различитих врста зимских тикви. У Америци постоји традиција да се тикве исклешу као лампиони за украс око забавног обреда Ноћи вештица. Међутим, на Западном Балкану, тиква се првенствено употребљава за спремање пита, умака, печених и куваних јела, сокова и џемова, а популарно је и пржење посољеног семена.

## Лековитост
По хранљивој вредности и дијететској важности водећа је међу поврћем. Има шест пута више витамина него јабука и цвекла, богата је витамином А, садржи и витамине Ц, Е и скуп витамина Б, као и гвожђе. Пулпа је посебно слатког укуса, што је особито изражено при печењу.